# Fundació Josep Irla
La Fundació Josep Irla es una fundación inscrita y constituida en 1997. El nombre de la fundación rinde homenaje a la figura del presidente de la Generalidad de Cataluña en el exilio Josep Irla i Bosch. Desde 2016 está presidida por Joan Manuel Tresserras,  exconsejero de la Generalidad de Cataluña y profesor de la Universidad Autónoma de Barcelona.
Desde junio de 2007 publica la revista Eines per a l'Esquerra Nacional que tiene como objetivo incentivar el debate y la reflexión en torno a la realidad política, económica, social y cultural de Cataluña y de los territorios con presencia de la lengua catalana. Anualmente otorga los premios Memorial Francesc Macià y Memorial Lluís Companys, así como el Premio de Ensayo President Irla. En el campo de la investigación, convoca la beca de Estudios Feministas Nativitat Yarza, la beca de Estudios Históricos President Macià y la beca de Estudios Históricos President Irla.

## Historia
La fundación nació en 1997. Para su financiación, no acepta donaciones anónimas. Cuenta con un presupuesto anual de aproximadamente 1,5 millones de euros, de los cuales un 90% procede de las aportaciones de los cargos públicos del partido. El resto, procede de subvenciones de diferentes instituciones.
Destina 6.000 euros cada año al Institut Ramon Muntaner, dedicado a la difusión y el apoyo de proyectos de investigación y de promoción cultural de los centros de habla catalana.

### Balanzas fiscales
En febrero de 2008 publicó un estudio sobre las balanzas fiscales de las distintas comunidades autónomas españolas, en el período 1995-2005. Fue elaborado por un equipo de economistas próximos a la fundación, coordinados por el economista Albert Castellanos.
La fundación también realiza conferencias y seminarios. Igualmente, ha elaborado un portal de consulta titulado Memòria d'Esquerra y otro denominado Memòria Valencianista, donde se recopilan fuentes originales sobre cada uno de los temas. En marzo de 2017 celebró su 20º aniversario en un acto en el que reivindicaba la memoria republicana.

## Objetivos de la fundación
La Fundació Josep Irla tiene los siguientes objetivos, según recogen sus estatutos:
- Difundir el pensamiento y la obra política de Josep Irla y de su generación, sobre la base de la defensa de la libertad, la democracia, la justicia social y la soberanía nacional.
- Promover la defensa de la libertad, la democracia, la justicia social y la autodeterminación de los pueblos, así como la proyección de la lengua catalana.
- Estimular el estudio de la realidad política, económica, social y cultural de Cataluña y de los territorios de habla catalana.
- Impulsar la investigación histórica y difusión de los estudios sobre la izquierda política de Cataluña.
- Preservar toda la documentación significativa generada por Esquerra Republicana de Catalunya a lo largo de su historia.
- Fomentar el municipalismo como forma de participación política.

## Organización
El patronato de la Fundació está compuesto por:
- Presidencia: Joan Manuel Tresserras
- Vicepresidencia: Alba Castellví
- Dirección ejecutiva: Josep Vall
- Dirección académica: Lluís Pérez
- Tesorería: Jordi Roig
- Secretaría: Eduard López
- Vocales: Josep Huguet, Georgina Linares, Enric Marín, Isabel Nonell, Montserrat Palau y Laura Vilagrà.

## Polémicas
En 2006, trascendió el envío de cartas a empleados de la Generalidad de Cataluña exigiéndoles el pago de cuotas al partido si querían mantener su trabajo.